# Justina Vail
Justina Vail (Kuala Lumpur, 20 agosto 1963) è un'attrice britannica, nota al pubblico per la sua interpretazione nella serie televisiva Seven Days.

## Filmografia parziale

### Cinema
- Jerry Maguire, regia di Cameron Crowe (1996)
- Carnosaur 3: Primal Species, regia di Jonathan Winfrey (1996)
- Il collezionista (Kiss the Girls), regia di Gary Fleder (1997)

### Televisione
- Viaggio al centro della Terra (Journey to the Center of the Earth) film TV, regia di William Dear (1993)
- Highlander – serie TV, episodio 6x08 (1997)
- Seven Days - serie TV (1998-2001)
- General Hospital - soap opera (2009)